# Ania Pieroni
Pour les articles homonymes, voir Pieroni.
Ania Pieroni (née en 1957 à Rome) est une actrice italienne, qui a marqué par sa présence physique quelques films de genre italiens des années 1980.

## Biographie
Ania Pieroni a commencé sa carrière en 1978 dans un film d'Alberto Lattuada, La Fille (Così come sei), où elle interprétait le rôle de Cecilia, aux côtés de Marcello Mastroianni et de Nastassja Kinski. Elle a ensuite joué dans Inferno (1980) et Ténèbres (1982) de Dario Argento, La Maison près du cimetière (1981) de Lucio Fulci. 

## Filmographie
- 1978 : La Fille (Così come sei) d'Alberto Lattuada
- 1979 : Mani di velluto de Castellano et Pipolo
- 1980 : Inferno de Dario Argento
- 1981 : Miracoloni (it) de Francesco Massaro
- 1981 : La Maison près du cimetière (Quella villa accanto al cimitero) de Lucio Fulci
- 1982 : Ténèbres (Tenebre) de Dario Argento
- 1982 : Il conte Tacchia de Sergio Corbucci
- 1984 : Ladies & Gentlemen (it) de Tonino Pulci
- 1985 : Mai con le donne de Giovanni Fago
- 1985 : Fracchia contro Dracula de Neri Parenti